# Cyberlokking
Cyberlokking is een misdrijf in België waarbij een meerderjarige via ICT communiceert met een minderjarige om het plegen van een misdrijf (zoals aanranding of verkrachting) ten aanzien van die minderjarige te vergemakkelijken.

## Wettekst
Artikel 433bis/1 Strafwetboek werd ingevoerd middels de wet van 10 april 2014 tot wijziging van het Strafwetboek teneinde kinderen te beschermen tegen cyberlokkers (Belgisch Staatsblad 30 april 2014). De tekst luidt:
Met gevangenisstraf van drie maanden tot vijf jaar wordt gestraft de meerderjarige die door middel van informatie- en communicatietechnologieën communiceert met een kennelijk of vermoedelijk minderjarige om het plegen van een misdaad of een wanbedrijf jegens hem te vergemakkelijken:
1° indien hij zijn identiteit, leeftijd en hoedanigheid heeft verzwegen of hierover heeft gelogen;
2° indien hij de nadruk heeft gelegd op de in acht te nemen discretie over hun gesprekken;
3° indien hij enig geschenk of voordeel heeft aangeboden of voorgespiegeld;
4° indien hij enige andere list heeft aangewend.

## Constitutieve bestanddelen
Er is sprake van cyberlokking indien het gaat om:
1. een meerderjarige dader
2. die communiceert via informatie- en communicatietechnologieën
3. met een kennelijk of vermoedelijke minderjarige
4. en:

- zijn identiteit, leeftijd en hoedanigheid verzwijgt of daarover liegt
- de nadruk legt op discretie over de gesprekken
- een geschenk of voordeel heeft beloofd
- enige andere list heeft aangewend

5. met het algemeen opzet om het plegen van misdrijven te vergemakkelijken.

## Straf
Artikel 433bis/1 Strafwetboek bestraft cyberlokking met een gevangenisstraf van 3 maanden tot 5 jaar.

## Provocatie
Provocatie is evenwel niet toegestaan: de politiediensten mogen cyberlokking niet zelf uitlokken. Het Hof van Cassatie heeft verduidelijkt dat indien zonder enige overdrijving een banale scene uit het dagelijks leven wordt nagebootst, er geen sprake is van provocatie. Aangezien in het dagelijks leven minderjarigen wel degelijk in contact komen met meerderjarigen, is er geen sprake van provocatie indien politiediensten virtuele minderjarige avatars (zoals Sweetie) gebruiken om cyberlokkers op te sporen.

## Onderscheid met grooming
Cyberlokking moet worden onderscheiden van grooming. Bij grooming (strafbaar gesteld door artikel 417/24 Strafwetboek) gaat het om het concreet voorstellen van een fysieke ontmoeting. Een louter seksueel getinte conversatie kan dus niet worden gekwalificeerd als grooming. Bovendien betreft grooming enkel personen die jonger zijn dan 16 jaar. In het geval van grooming moeten er eveneens materiële handelingen worden gesteld die kunnen leiden tot de ontmoeting (bijvoorbeeld treintickets kopen).